# Aljaksandra Ramanoŭskaja
Aljaksandra Alehaŭna Ramanoŭskaja (in bielorusso Аляксандра Алегаўна Раманоўская?; Minsk, 22 agosto 1996) è una sciatrice freestyle bielorussa specialista dei salti.

## Biografia
Aljaksandra Ramanoŭskaja ha esordito in Coppa del Mondo nel febbraio 2012 a Minsk, e il mese successivo ha preso parte ai campionati mondiali juniores giungendo sesta nei salti.
Nel gennaio 2015 ha partecipato ai Mondiali di Kreischberg posizionandosi 11ª nei salti, e a marzo dello stesso anno si è laureata campionessa mondiale juniores nella medesima disciplina, confermando il titolo anche l'anno seguente. Ai campionati mondiali di Sierra Nevada 2017 termina in 19ª posizione, poi disputa le Olimpiadi di Pyeongchang 2018 concludendo al 14º posto la gara dei salti.
Vince la medaglia d'oro nei salti ai campionati di Park City 2019 davanti alla russa Ljubov' Nikitina e alla cinese Xu Mengtao, mentre non riesce a salire sul podio nei salti a squadre con il quarto posto.

### L'esclusione dalla nazionale per l'adesione alle proteste antigovernative
Si è mobilitata contro il governo nel corso della rivoluzione delle ciabatte. Tra le vari iniziative ha firmato una lettera aperta contro il risultato delle elezioni presidenziali del 2020, chiedendo alle autorità di fermare la violenza e di ripetere le elezioni. Ha anche aderito alla Belarusian Sports Solidarity Foundation (BSSF) ed espresso sostegno a tutti gli sportivi che hanno subito la repressione per le loro opinioni politiche.
Il 6 ottobre 2020, il suo allenatore è stato informato che la Ramanouskaya era stata esclusa dalla nazionale per motivi ufficiali di assenteismo. Nel novembre 2020 ha venduto medaglia d'oro vinta ai mondiali e donato i soldi alla BSSF.
Il 10 novembre 2021 è stata arrestata dalla polizia. Le autorità non hanno fornito alcuna informazione sui motivi dell'arresto, il portavoce della polizia ha solo rivelato che stava affrontando accuse amministrative. La BSSF ha annunciato pubblicamente che la detenzione deve essere considerata conseguenza dirette delle critiche al presidente bielorusso Aljaksandr Lukašėnka. In seguito è stata rilasciata e sanzionata con una multa di oltre 1.000 Euro.

## Palmarès

### Mondiali
- 1 medaglia:
  - 1 oro (salti a Park City 2019).

### Coppa del Mondo
- Miglior piazzamento in classifica generale: 25ª nel 2018.
- Miglior piazzamento nella Coppa del Mondo di salti: 4ª nel 2018.
- 3 podi:
  - 1 vittoria;
  - 1 secondo posto;
  - 1 terzo posto.

#### Coppa del Mondo - vittorie
| Data            | Luogo       | Paese       | Disciplina |
| --------------- | ----------- | ----------- | ---------- |
| 30 gennaio 2015 | Lake Placid | Stati Uniti | AE         |

Legenda:

AE = salti

### Universiadi
- 2 medaglie:
  - 2 ori (nei salti e nei salti a squadre a Krasnojarsk 2019).

### Mondiali juniores
- 2 medaglie:
  - 2 ori (salti a Chiesa in Valmalenco 2015; salti a Minsk 2016).